# James Anderson (tennis)
Pour les articles homonymes, voir James Anderson et Anderson.
James Outram Anderson (né le 17 septembre 1894 à Enfield en Nouvelle-Galles du Sud, Australie et mort le 23 décembre 1973 à Gosford, Nouvelle-Galles-du-Sud) est un joueur de tennis australien. Il a remporté les Internationaux d'Australie à trois reprises en simple (1922, 1924 et 1925).

## Palmarès (partiel)

### Titres en simple messieurs
|   | Date       | Nom et lieu du tournoi                | Catégorie    | Surface | Finaliste           | Score                   | Tableau |
| - | ---------- | ------------------------------------- | ------------ | ------- | ------------------- | ----------------------- | ------- |
| 1 | 02/12/1922 | Australasian Championships, Sydney    | Grand Chelem | Gazon   | Gerald Patterson    | 6-0, 3-6, 3-6, 6-3, 6-2 | Tableau |
| 2 | 18/01/1924 | Australasian Championships, Melbourne | Grand Chelem | Gazon   | Richard Schlesinger | 6-3, 6-4, 3-6, 5-7, 6-3 | Tableau |
| 3 | 24/01/1925 | Australasian Championships, Sydney    | Grand Chelem | Gazon   | Gerald Patterson    | 11-9, 2-6, 6-2, 6-3     | Tableau |

### Finales en simple messieurs
Aucune

### Titres en double messieurs
|   | Date       | Nom et lieu du tournoi               | Catégorie    | Surface | Partenaire      | Finalistes                       | Score                    | Tableau |
| - | ---------- | ------------------------------------ | ------------ | ------- | --------------- | -------------------------------- | ------------------------ | ------- |
| 1 | 26/06/1922 | The Championships Wimbledon          | Grand Chelem | Gazon   | Randolph Lycett | Pat O'Hara Wood Gerald Patterson | 3-6, 7-9, 6-4, 6-3, 11-9 | Tableau |
| 2 | 19/01/1924 | Australasian Championships Melbourne | Grand Chelem | Gazon   | Norman Brookes  | Pat O'Hara Wood Gerald Patterson | 6-2, 6-4, 6-3            | Tableau |

### Finales en double messieurs
|   | Date       | Nom et lieu du tournoi              | Catégorie    | Surface | Vainqueurs                       | Partenaire      | Score                   | Tableau |
| - | ---------- | ----------------------------------- | ------------ | ------- | -------------------------------- | --------------- | ----------------------- | ------- |
| 1 | 19/01/1919 | Australasian Championships Sydney   | Grand Chelem | Gazon   | Pat O'Hara Wood Ron Thomas       | Arthur Lowe     | 7-5, 6-1, 7-9, 3-6, 6-3 | Tableau |
| 2 | 02/12/1922 | Australasian Championships Sydney   | Grand Chelem | Gazon   | John Hawkes Gerald Patterson     | Norman Peach    | 8-10, 6-0, 6-0, 7-5     | Tableau |
| 3 | 24/01/1925 | Australasian Championships Sydney   | Grand Chelem | Gazon   | Pat O'Hara Wood Gerald Patterson | Fred Kalms      | 6-4, 8-6, 7-5           | Tableau |
| 4 | 23/01/1926 | Australasian Championships Adélaïde | Grand Chelem | Gazon   | John Hawkes Gerald Patterson     | Pat O'Hara Wood | 6-1, 6-4, 6-2           | Tableau |

### Titres en double mixte
Aucun

### Finales en double mixte
Aucune